# Lomas de Copello
Lomas de Copello es una localidad argentina ubicada en el partido de La Plata, Provincia de Buenos Aires. Se halla 11 km al este del centro de La Plata, sobre la Ruta Provincial 11. Está delimitada por las calles 635 a 645 y de ruta provincial 11 hasta diagonal 128. Depende del centro comunal de Arana, pero existen proyectos para la creación de una delegación en Villa Elvira que la incluya.